# Teoria jafetycka
Teoria jafetycka (od imienia biblijnego Jafeta, syna Noego) – teoria grupy języków, postulowana po raz pierwszy przez Marra, obejmowała początkowo tylko języki kaukaskie, około roku 1920 poszerzona o w zasadzie wszystkie stare języki Europy i Bliskiego Wschodu, niebędące językami indoeuropejskimi ani semickimi, przy czym miały być one ze sobą spokrewnione. Pojęcie języków jafetyckich odegrało kluczową rolę w pseudonaukowej teorii marryzmu, z tego też względu (a także celem uniknięcia konotacji biblijnych, tak jak w przypadku języków chamickich) zostało obecnie zastąpione zasadniczo tożsamym pojęciem języków azjanickich.